# Narga Selassie

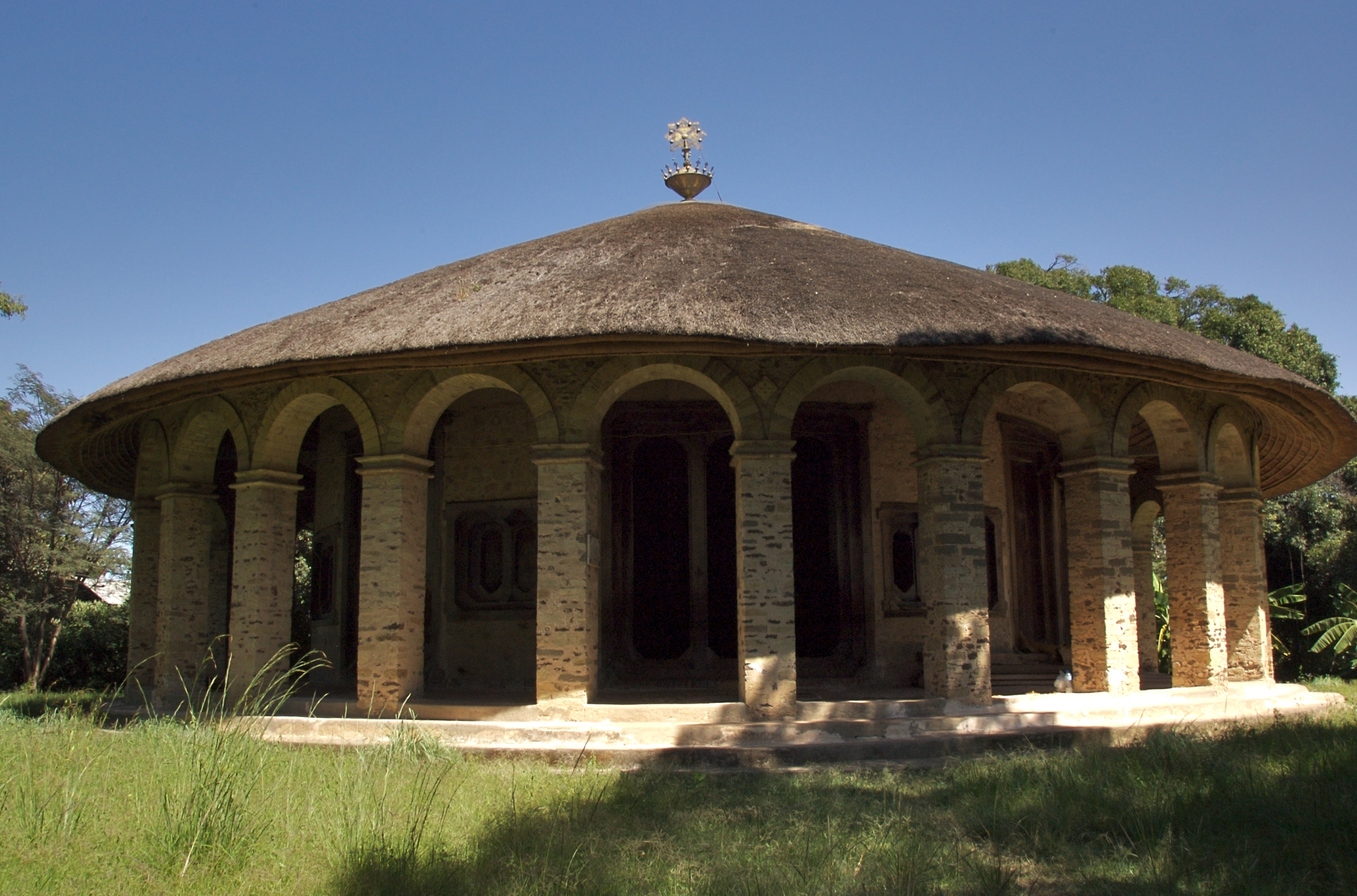
Narga Selassie kerk

Narga Selassie (Amhaars: ናርጋ ስላሴ) is een Ethiopisch-orthodoxe Tewahedo-kerk op de westelijke oever van Dek Deset, het grootste eiland in het Tanameer in Noord-Ethiopië. De naam betekent "Drie-eenheid van de Rust".
De kerk werd gebouwd door keizerin Mentewab aan het eind van de 18e eeuw. Als bouwmateriaal voor de deuren en het dak werd naar verluidt een reusachtige wilde vijgenboom gebruikt, die in het midden van een lichte verhoging stond (nu het centrum van de kerk). Narga Selassie is volledig versierd in de plaatselijke stijl. Een reliëf bij de hoofdingang beeldt de Schotse ontdekkingsreiziger James Bruce af, die de hoofdstad Gondar aan het eind van de 18e eeuw bezocht.
Narga Selassie is gebouwd in de klassieke ronde architectonische traditie van de kerken in het gebied rond het Tanameer, met het gebruik van steen zowel in het peristilium rond de kerk als in de van het terrein.
De muren van Narga Selassie zijn bedekt met afbeeldingen van verhalen uit het Oude en Nieuwe Testament en heiligenlevens.
De kerk is bereikbaar vanaf het meer via een in 1987 aangelegde haven, die met Bahir Dar en Gorgora is verbonden door een veerdienst.

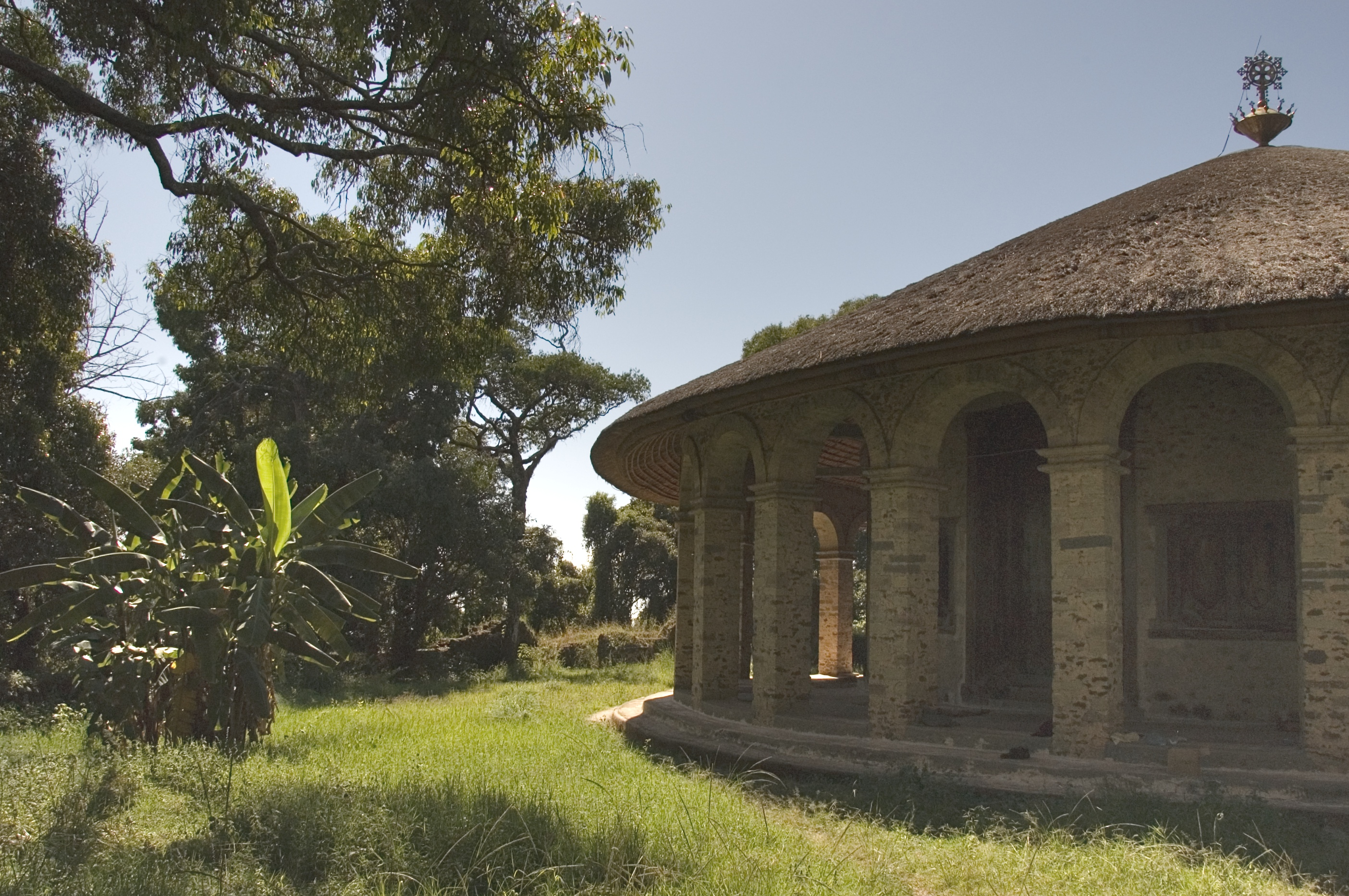
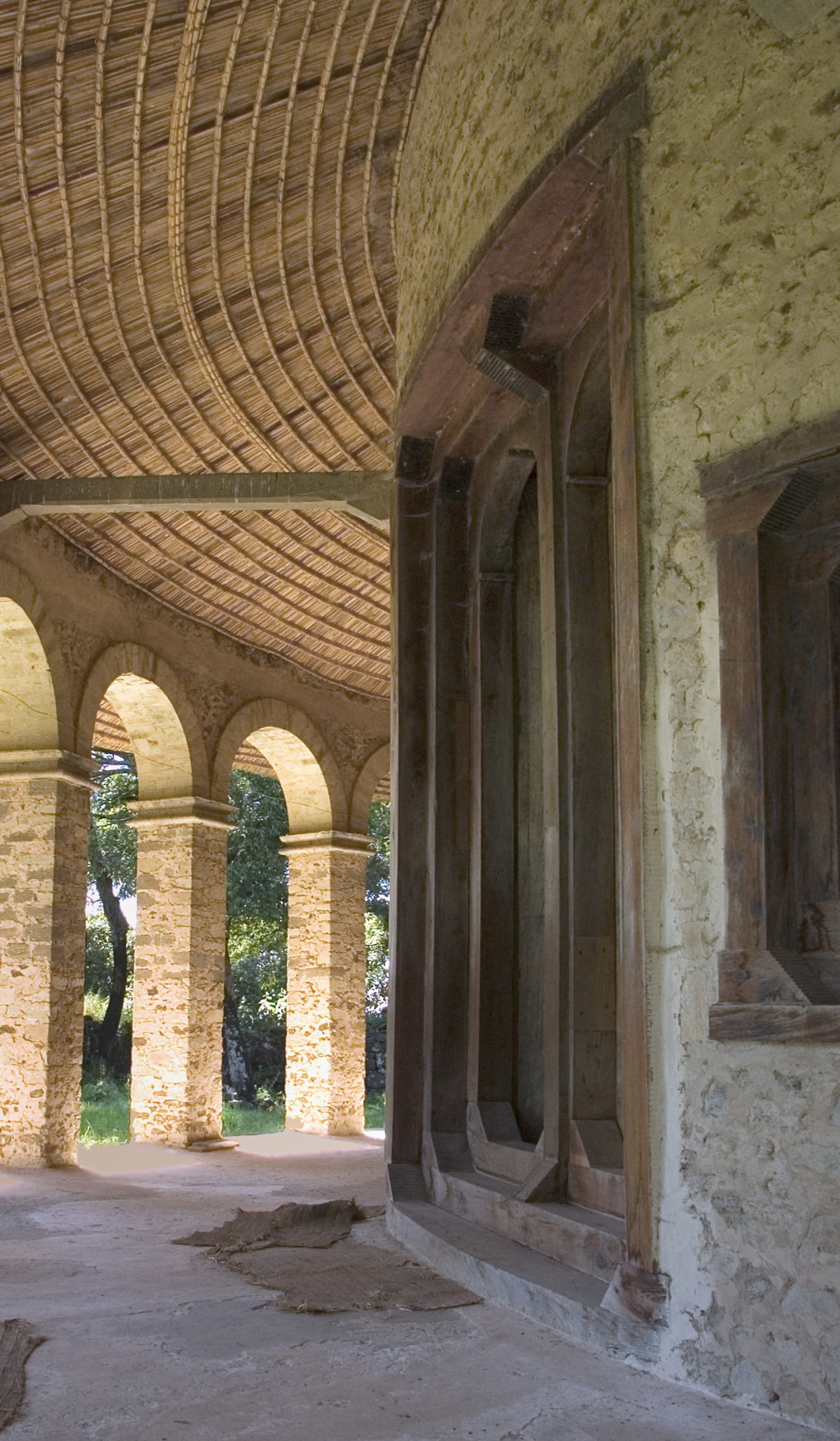
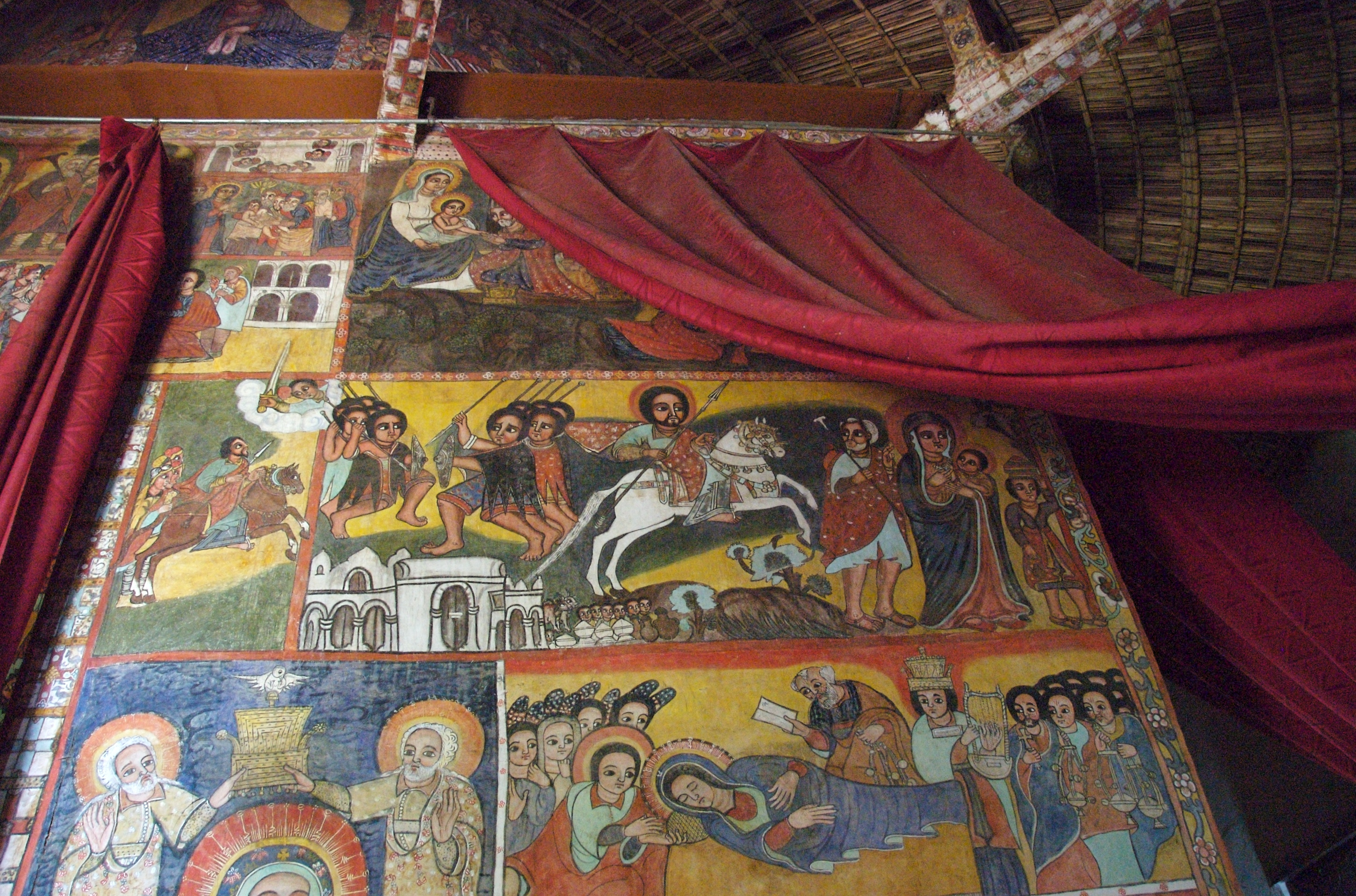
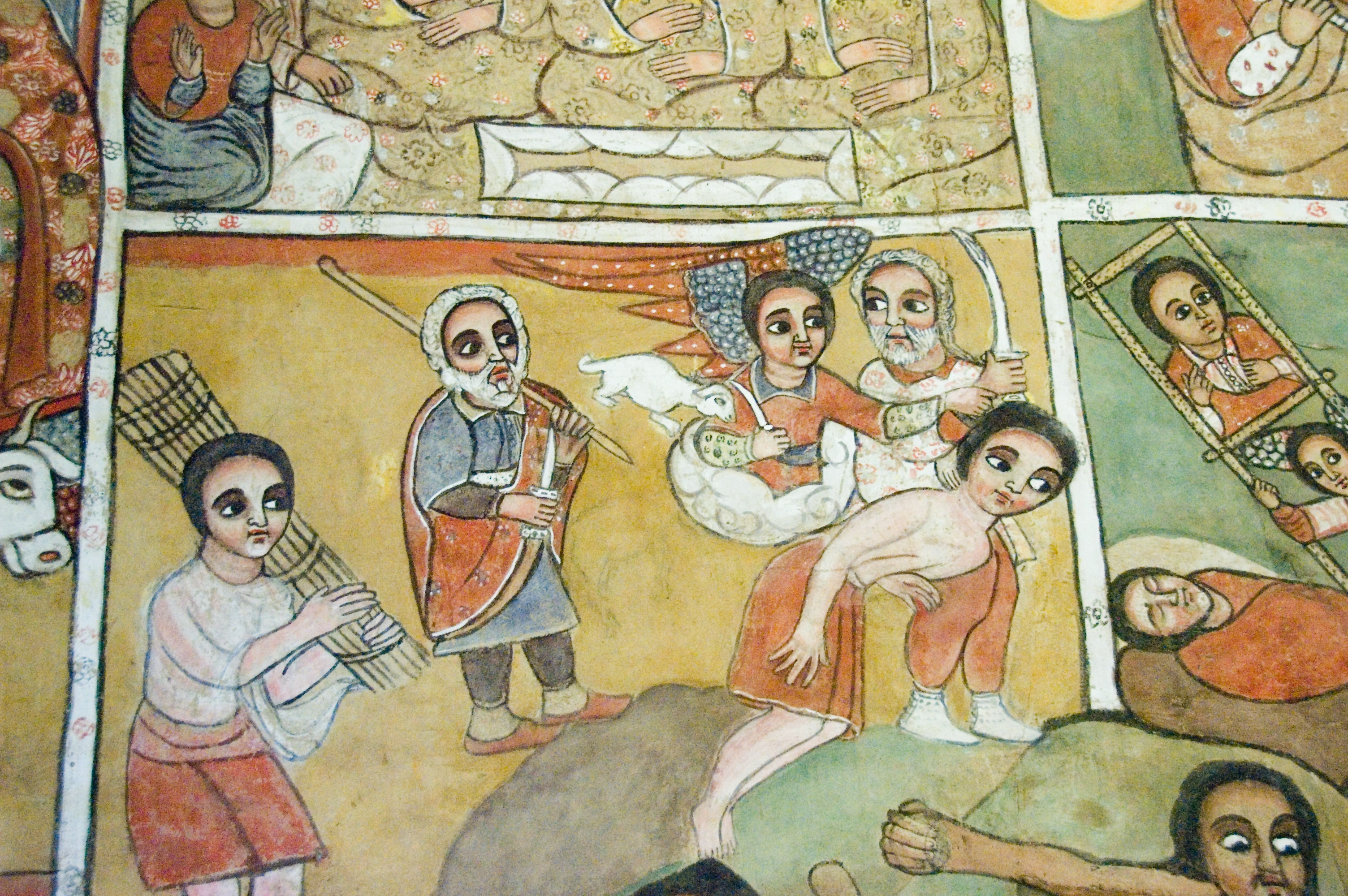